# Lindsey Horan
Lindsey Michelle Horan (født 26. maj 1994) er en amerikansk fodboldspiller, der spiller for Portland Thorns FC i National Women's Soccer League (NWSL) og for USAs landshold som midtbanespiller. Hun var topscorer for USAs U/17 landshold ved CONCACAF U/17 mesterskabet 2010.